# Heinkel He 178

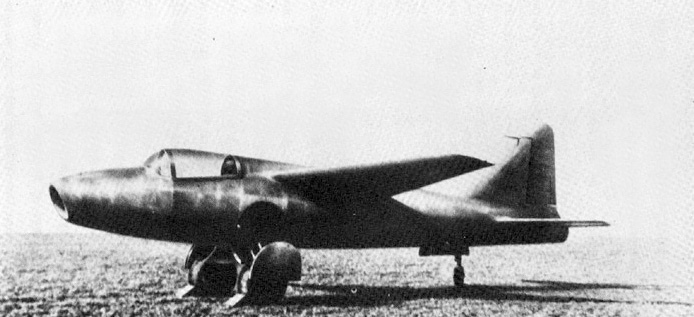
Heinkel He 178

Heinkel He 178 — перший у світі літак з турбореактивним двигуном, що здійснив 27 серпня 1939 перший 8-хвилинний політ. Спроєктований приватно за ініціативою керівника проєкту Ернста Гайнкеля, спрямованою на розвиток високошвидкісних літаків. Пілотом був Еріх Варзіц.

## Історія

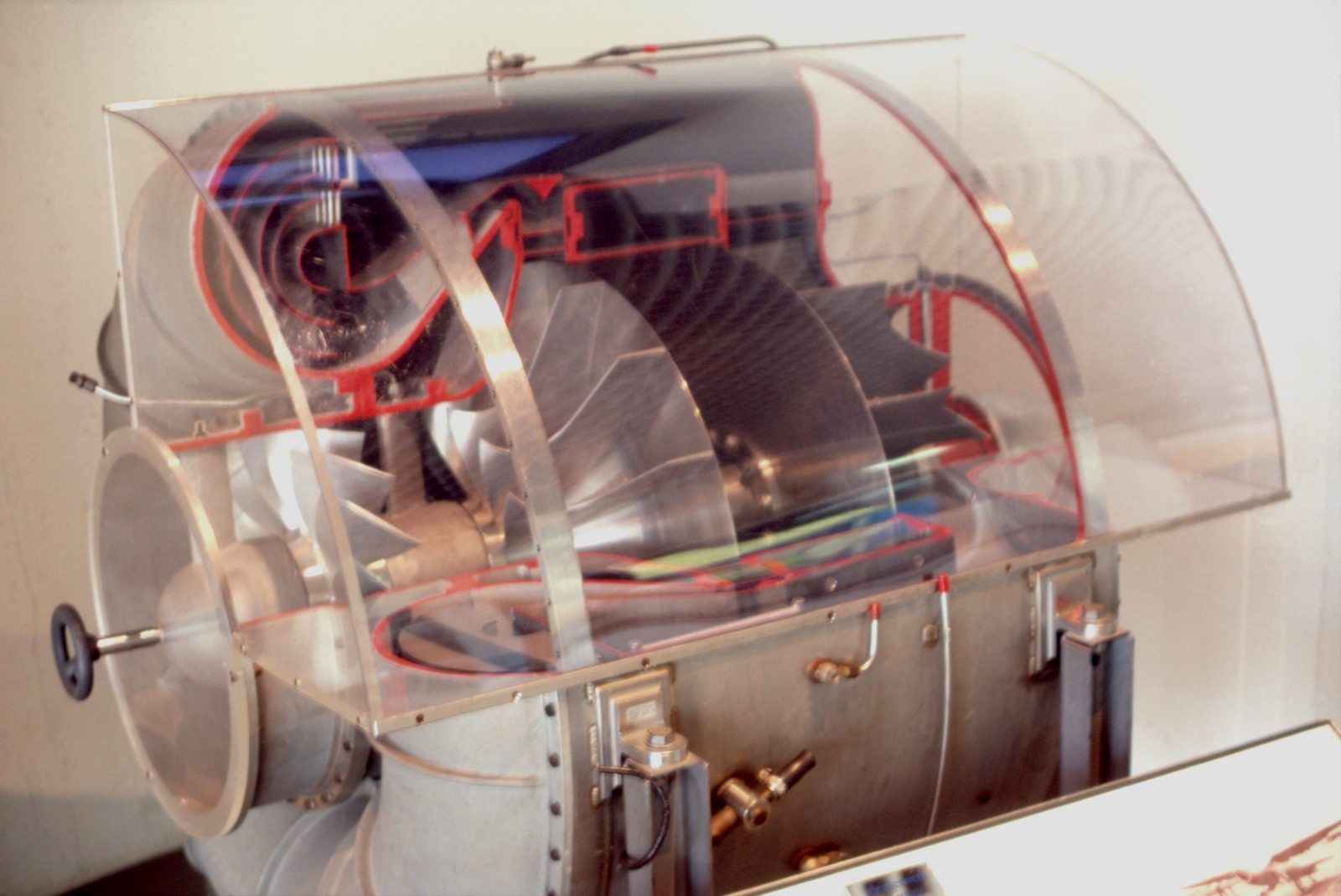
Двигун Heinkel HeS 3

Розробку літака повністю виконала і профінансувала компанія Ernst Heinkel Flugzeugwerke з Варнемюнде у німецькій землі Мекленбург-Передня Померанія, чий власник Ернст Гайнкель особисто наглядав за розробкою. Варто зауважити, що Ернст Гайнкель намагався впровадити в авіацію найновіші технічні інновації і 20 червня 1939 відбувся перший у світі політ літака з ракетним двигуном Heinkel He 176.
Ще 1936 фізик Ганс Йоахім фон Огайн сформулював принципи можливості побудови турбореактивного двигуна. Завдяки знайомству з Ернстом Гайнкелем ідея була реалізована. Після коштовних і тривалих пошуків, доробок, тестувань були виготовлені два Heinkel HeS 3 - перші у світі турбореактивні двигуни. Спеціально під двигуни був розроблений літак Heinkel He 178.
Літак отримав класичну конструкцію з повітрозабірником у носовій частині, повітропроводом у корпусі під кабіною пілота до двигуна у центральній частині та конічним соплом у задній. Фюзеляж з дюралюмінію типу високоплан з дерев'яним крилом отримав шасі, що ховалось у фюзеляж і хвостове колесо. Від перегріву конструкцію літака захищав азбест.
Літак виконав 12 тестових польотів і перебував у Ростоку, де був знищений в час війни вибухом бомби. Другий літак не добудували через відсутність зацікавлення Імперського міністерства авіації. Через малу тягу двигунів, малу віддаль польоту міністерство не бачило застосування літакам у Люфтваффе і не проявило зацікавленості у їхньому розвитку. Ернст Гайнкель зосередив роботу на двомоторному Heinkel He 280.

## Технічні параметри Heinkel He 178

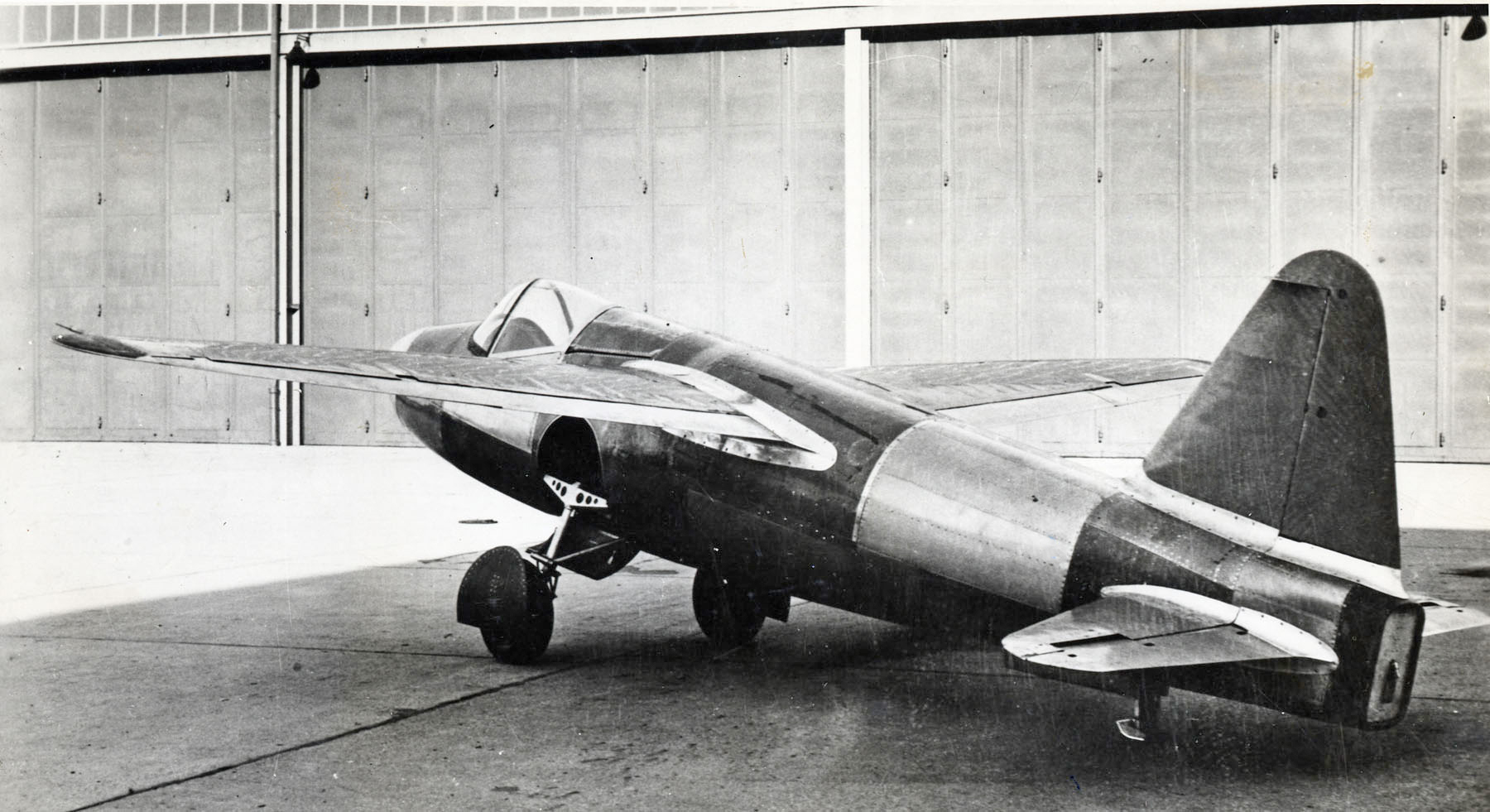
Heinkel He 178

Схема He 178

| Параметр              | Значення                          |
| --------------------- | --------------------------------- |
| Виробник              | Heinkel Flugzeugwerke             |
| Довжина               | 7,48 м                            |
| Розмах крил           | 7,20 м                            |
| Висота                | 2,10 м                            |
| Площа крил            | 9,1 м²                            |
| Мотор                 | 1×Heinkel HeS 8A з тягою 550 к.с. |
| Максимальна швидкість | 700 км/год                        |
| Дальність польоту     | 200 км (теоретично)               |
| Маса порожнього       | 1620 кг                           |
| Стартова маса         | 2000 кг                           |
| Екіпаж                | 1                                 |